# Despejo ambiental

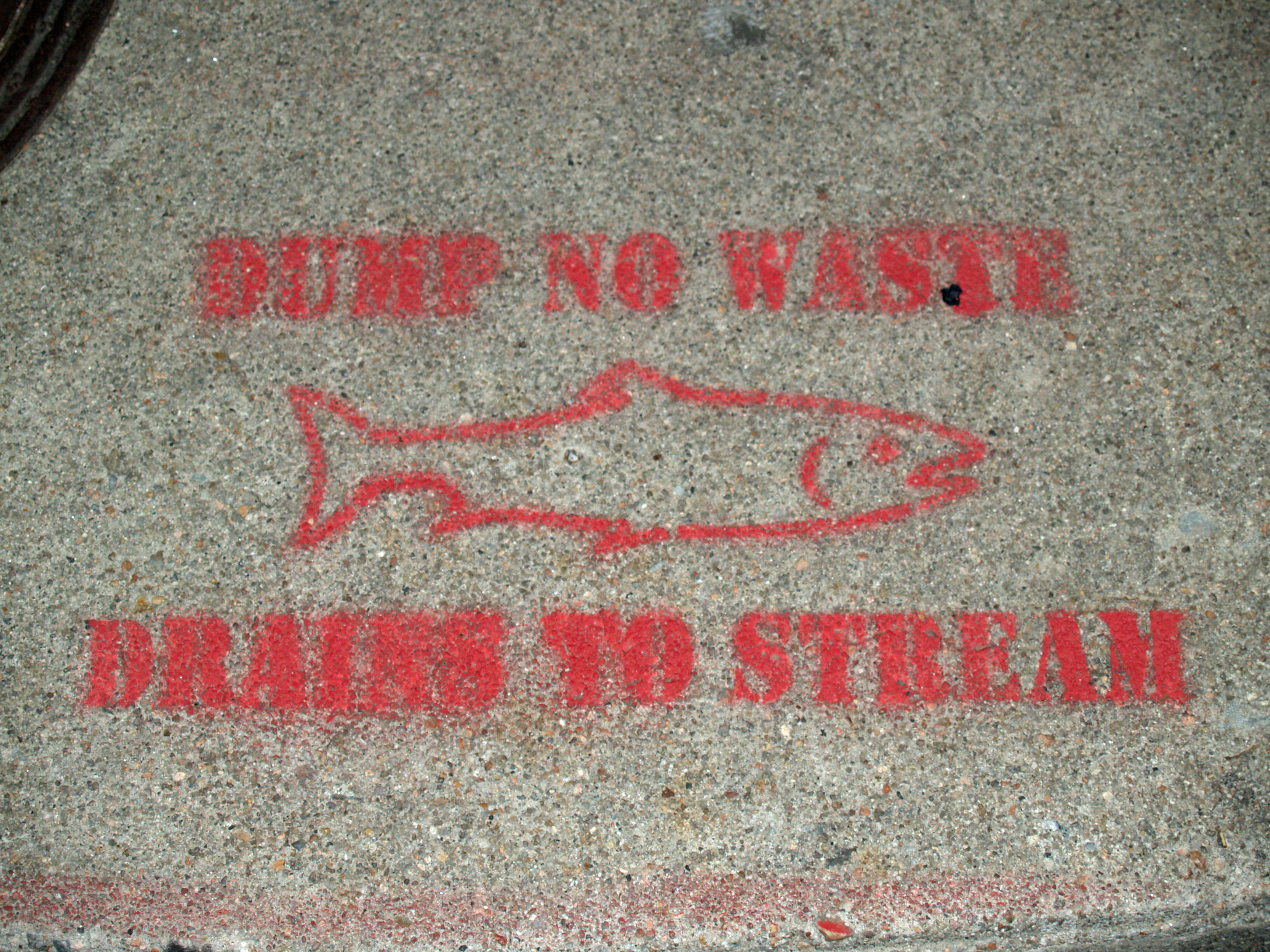
Uma placa pintada com spray acima de um esgoto em Colorado Springs, Colorado, alertando as pessoas para não poluir o córrego local com despejo.

Despejo ambiental é a prática de envio transfronteiriço de resíduos (domésticos, industriais/nucleares...) de um país para outro. O objetivo é levar o lixo para um país que tenha leis ambientais menos rígidas, ou leis ambientais que não sejam rigorosamente cumpridas. O benefício econômico dessa prática é o descarte barato ou a reciclagem de resíduos sem os regulamentos econômicos do país de origem.
Um exemplo de tentativa de despejo ambiental é a história do porta-aviões francês desativado, o FS Clemenceau, que foi originalmente vendido a um estaleiro de demolição de navios em Guzerate, na Índia, para ser demolido e reciclado como sucata. A Suprema Corte indiana decidiu em 2006 que o navio não poderia entrar em águas indianas devido ao alto nível de lixo tóxico e 700 toneladas de amianto presentes no navio, forçando o governo francês a retomar o Clemenceau. O navio foi posteriormente impedido de entrar no Canal de Suez pelo mesmo motivo. Em 2009, a tarefa de reciclar a embarcação acabou sendo assumida por recicladores especializados em Hartlepool, no Reino Unido.

## Despejo ambiental
O envio de resíduos entre países tem sido referido como “transporte transfronteiriço” de resíduos. Os resíduos transfronteiriços são transportados dentro da União Europeia (UE) e entre a União Europeia e outros países. A maior parte desses resíduos é comercializada pelos países da Organização para Cooperação e Desenvolvimento Econômico (OCDE). Os resíduos geralmente não são perigosos e incluem metais, plásticos e produtos de papel. Em 2007, estima-se que os países da OCDE tenham exportado entre 4 e 5 milhões de toneladas de resíduos de metal e papel. Os países da OCDE também exportaram quase meio milhão de toneladas de plásticos recuperados em 2007. Alguns desses resíduos que são transportados podem ser resíduos perigosos. Esses resíduos perigosos podem causar riscos potenciais à saúde dos seres humanos e do meio ambiente. De acordo com a Convenção da Basiléia, há pelo menos 8 milhões de toneladas de resíduos perigosos importados e exportados a cada ano.
A Convenção da Basileia foi criada em 1989, mas começou a aplicar regras em 1992. O objetivo da convenção é controlar os resíduos perigosos que foram importados e exportados em toda a UE. A convenção contribui muito para impedir o envio de lixo ilegal.  Em maio de 2005, foram apreendidos 60 contêineres que estavam a caminho do Reino Unido para a China. Os contêineres apreendidos pelas autoridades holandesas deveriam ser para papel, mas na verdade continham lixo doméstico. Como nem o Reino Unido, China ou Holanda concordaram com a importação dos resíduos, os resíduos foram enviados de volta. A Convenção da Basiléia também lida com a crescente questão popular do lixo eletrônico. O Regulamento de Envio de Resíduos confirma o que pode ser enviado para, de e entre os países da UE. Essas regras de regulamentação dividem os resíduos em três listas distintas: Lista Verde, Lista Âmbar e Lista Vermelha.
- Lista Verde

Esses itens são considerados não perigosos e mais ecológicos. Alguns desses itens podem incluir papel e plástico que podem ser reciclados. Esses tipos de remessa não precisam receber permissão prévia para cruzar águas internacionais e serem enviados para partes da União Européia.
- Lista Âmbar

Os materiais são considerados misturados nesta lista contendo partes não perigosas e perigosas. Esses materiais podem conter resíduos contendo metais, resíduos orgânicos e inorgânicos e/ou constituintes orgânicos ou inorgânicos. Uma empresa ou país que envia esses itens teria que ter consentimento prévio antes de exportar os materiais. A partir de 2007, o consentimento para o transporte de resíduos é recebido pela Câmara Municipal de Dublin.
- Lista Vermelha

Isso inclui materiais razoavelmente perigosos. Esses materiais contêm principalmente constituintes orgânicos ou inorgânicos, que incluem bifenil policlorado (PCBs).

## Despejo no oceano
O transporte de resíduos de país para país também pode envolver o despejo de resíduos no oceano. O despejo no oceano tem sido um problema desde o século XIX. Nos Estados Unidos, era legal despejar resíduos industriais no oceano até que o Ocean Dumping Act fosse aprovado em 1972. Somente durante os anos de 1970 e 1980, estimou-se que 25 milhões de toneladas de resíduos, incluindo sucata, produtos químicos e ácidos, foram despejados no oceano. O despejo no oceano pode levar à eutrofização, que esgota o oxigênio da água, matando a vida marinha. O despejo no oceano é classificado em três listas: Lista Cinza, Lista Negra e Lista Branca.
- Lista Cinza: A água é altamente contaminada e tóxica na lista cinza. Alguns dos contaminantes incluem arsênico, chumbo, ácidos, níquel, cromo, sucata de metais e materiais radioativos.
- Lista Negra: Os materiais listados na lista negra incluem mercúrio, cádmio, plástico, derivados de petróleo, resíduos radioativos e qualquer coisa que seja feita exclusivamente para guerra biológica e química. Os materiais nesta lista são altamente potentes e perigosos.
- Lista Branca: A lista branca contém todos os outros materiais não mencionados nas listas acima. Esta lista é usada para garantir que nada seja despejado no oceano e perturbe ou danifique os ecossistemas dos recifes de coral.

O exemplo mais recente de resíduos perigosos sendo despejados no oceano ocorreu ao longo da Costa do Marfim, na África, em 2006. Centenas de toneladas de resíduos foram despejadas no oceano por um navio chamado Probo Koala. O navio foi fretado por um comerciante de petróleo na Holanda. O incidente precipitou uma crise de saúde e afetou a saúde de 100.000 pessoas nas proximidades. O comerciante de petróleo (Trafigura) pagou 200 milhões de dólares para ajudar na limpeza. O dono da empresa local responsável por descartar os produtos químicos em vários locais foi condenado a 20 anos de prisão.
Na União Europeia, novos regulamentos sobre o transporte de materiais perigosos e não perigosos foram implementados em 2007. De acordo com os novos regulamentos, a UE não poderá mais exportar seus resíduos perigosos para países em desenvolvimento que não tenham capacidade de lidar com os resíduos de maneira ambientalmente correta. O lixo eletrônico, como computadores, não pode ser enviado para países que não fazem parte da UE ou da Associação Européia de Comércio Livre. Os estados e países que são membros da UE ou da AECL devem realizar inspeções periódicas para garantir que todos os regulamentos estejam sendo seguidos e verificar fisicamente os contêineres para verificar se os contêineres contêm apenas o que é autorizado. Finalmente, se o país que recebe os resíduos não puder aceitar ou descartar os resíduos, o remetente deverá pagar para receber os resíduos de volta.

## Desmantelamento de navios
O desmantelamento de navios é outra forma de envio de resíduos transfronteiriços de país para país. Muitos navios são divididos em partes que podem ser recicladas. Muitas partes dos navios são perigosas e podem potencialmente poluir as áreas em que são desmanteladas. As peças do navio podem conter amianto, PCBs e borra de óleo. Todos esses componentes podem ser um risco potencial à saúde e prejudicar o meio ambiente. A maioria das indústrias de sucata de navios está em países em desenvolvimento, onde as leis (ambientais e ocupacionais) não são tão rígidas quanto nos países desenvolvidos. A Organização Marítima Internacional afirma que a Índia é a líder no desmantelamento de navios, seguida pela China, Bangladesh e Paquistão.
O porta-aviões Clemenceau teve o acesso negado às águas indianas porque continha amianto. A aeronave francesa foi transportada da França para a Grã-Bretanha para ser reciclada em 8 de fevereiro de 2009, apesar da abundância de amianto.
A Comissão da UE propôs melhorias a serem feitas para melhorar o desmantelamento do navio, bem como o processo de despejo no oceano em 19 de novembro de 2008. Consultas públicas foram realizadas em 2009 e workshops com partes interessadas foram organizados entre 2009 e 2011. Em 26 de março de 2009, o Parlamento da UE adotou uma resolução sobre a Comunicação que foi adotada pela Comissão em 21 de outubro de 2009.
As Conclusões do Conselho Europeu endossam a Convenção de Hong Kong sobre a reciclagem ambientalmente responsável de navios, adotada em maio de 2009. De acordo com a Organização Marítima Internacional, a Convenção de Hong Kong “pretende abordar todas as questões em torno da reciclagem de navios, incluindo o fato de que os navios vendidos para demolição podem conter substâncias perigosas para o meio ambiente, como amianto, metais pesados, hidrocarbonetos, substâncias que destroem a camada de ozônio e outras . Ele também aborda as preocupações levantadas sobre as condições de trabalho e ambientais em muitos dos locais de reciclagem de navios do mundo.” a reciclagem é muito importante quando se trata de reciclagem de dispositivos